# بوشكو يانكوفيتش
بوشكو يانكوفيتش (مواليد 1 مارس 1984 في بلغراد - يوغوسلافيا) (بالصربية:Бошко Јанковић) لاعب كرة قدم صربي يلعب حاليا لصالح نادي الدرجة الأولى جنوى الإيطالي منذ 2008 في مركز الوسط المهاجم .

## مسيرته الكروية
لعب بوشكو يانكوفيتش خلال مسيرته الاحترافية مع 5 أندية في ستة عشر موسمًا وسجل خلالها 53 هدفًا ضمن 262 مباراة. حيث فاز في ثلاثة مواسم بالكأس وفي ثلاثة مواسم بالدوري.
خاض بوشكو يانكوفيتش مسيرته مع نادي النجم الأحمر بلغراد في موسم 2002–03 ليلعب معه خمسة مواسم، مشاركًا في 73 مباراة سجل خلالها 24 هدفًا. ثم انتقل إلى نادي ريال مايوركا في موسم 2006–07 لمدة موسم واحد، حيث شارك في 28 مباراة سجل خلالها 9 أهداف. لينتقل بعدها إلى نادي باليرمو في موسم 2007–08 ولمدة موسمين، مشاركًا في 27 مباراة سجل خلالها هدفين. ثم انتقل إلى نادي جنوى في موسم 2008–09 ليلعب معه خمسة مواسم، مشاركًا في 83 مباراة سجل خلالها 14 هدفًا. هذا وانتقل لاحقًا إلى نادي هيلاس فيرونا في موسم 2013–14 واستمر معه طيلة ثلاثة مواسم، مشاركًا في 51 مباراة سجل خلالها 4 أهداف.

## روابط خارجية
- بوشكو يانكوفيتش على موقع الاتحاد الدولي (مؤرشف)  (الإنجليزية)
- بوشكو يانكوفيتش على موقع الاتحاد الأوربي (الإنجليزية)
- بوشكو يانكوفيتش على موقع قاعدة بيانات كرة القدم.إي يو (الإنجليزية)
- بوشكو يانكوفيتش على موقع ناشيونال فوتبول تيمز (الإنجليزية)
- بوشكو يانكوفيتش على موقع Soccerway.com (الإنجليزية)
- بوشكو يانكوفيتش على موقع عالم كرة القدم.نت (الإنجليزية)
- بوشكو يانكوفيتش على موقع AS.com (الإسبانية)